# 思いを伝えるタイ語
『思いを伝えるタイ語』（おもいをつたえるたいご）は、NHKラジオ第2放送で2024年（令和6年）8月12日から同月16日まで、毎日23:40 - 23:55（JST）に放送された、NHK語学番組のひとつ。さらに翌2025年（令和7年）1月6日から同月10日まで同時間帯に新シリーズが放送された。

## 放送内容
公式HPには「タイ旅行、インバウンド、そして“推し”の応援まで、「気持ちを伝えられる簡単タイ語」を短い単語やフレーズで紹介します。さらに、タイの文化背景も紹介。番組を聞いて簡単タイ語を覚えれば、気持ちをうまく伝えられるようになりますよ。」とある。

## エピソード
| 初回放送日    | テーマ                     | 今日のタイ語 |
| ------------- | -------------------------- | ------------ |
| 2024年8月12日 | あいさつ                   | สวัสดี, ขอบคุณ  |
| 2024年8月13日 | "気持ち良い感じ！"を伝える | สบาย         |
| 2024年8月14日 | "ココロ"                   | ใจ           |
| 2024年8月15日 | "おいしい！"を伝える       | อร่อย         |
| 2024年8月16日 | "推し"を応援する           | ชอบ, รัก, สู้ๆ  |

### 新シリーズ
| 初回放送日    | テーマ                               |
| ------------- | ------------------------------------ |
| 2025年1月6日  | 年上と年下（พี่กับน้อง）                 |
| 2025年1月7日  | 何のドラマが好きですか（ชอบซีรีส์อะไร） |
| 2025年1月8日  | ファンミーティング（แฟนมีตติ้ง）        |
| 2025年1月9日  | 誕生日（วันเกิด）                      |
| 2025年1月10日 | NuNewのインタビュー（สัมภาษณ์นุนิว）     |

## 出演者・キャストほか

### MC
- コカドケンタロウ（ロッチ）
- パース・ナクン（タイ人俳優）

### タイ・バンコク現地リポーター
- ピム

### タイ語指導
- スニサー・ウィッタヤーパンヤーノン（東京外国語大学特任教授[1]）

### 新シリーズゲスト
- Win (2025年1月9日放送回)
- NuWew (2025年1月10日放送回)